# Římskokatolická farnost Sedlčany

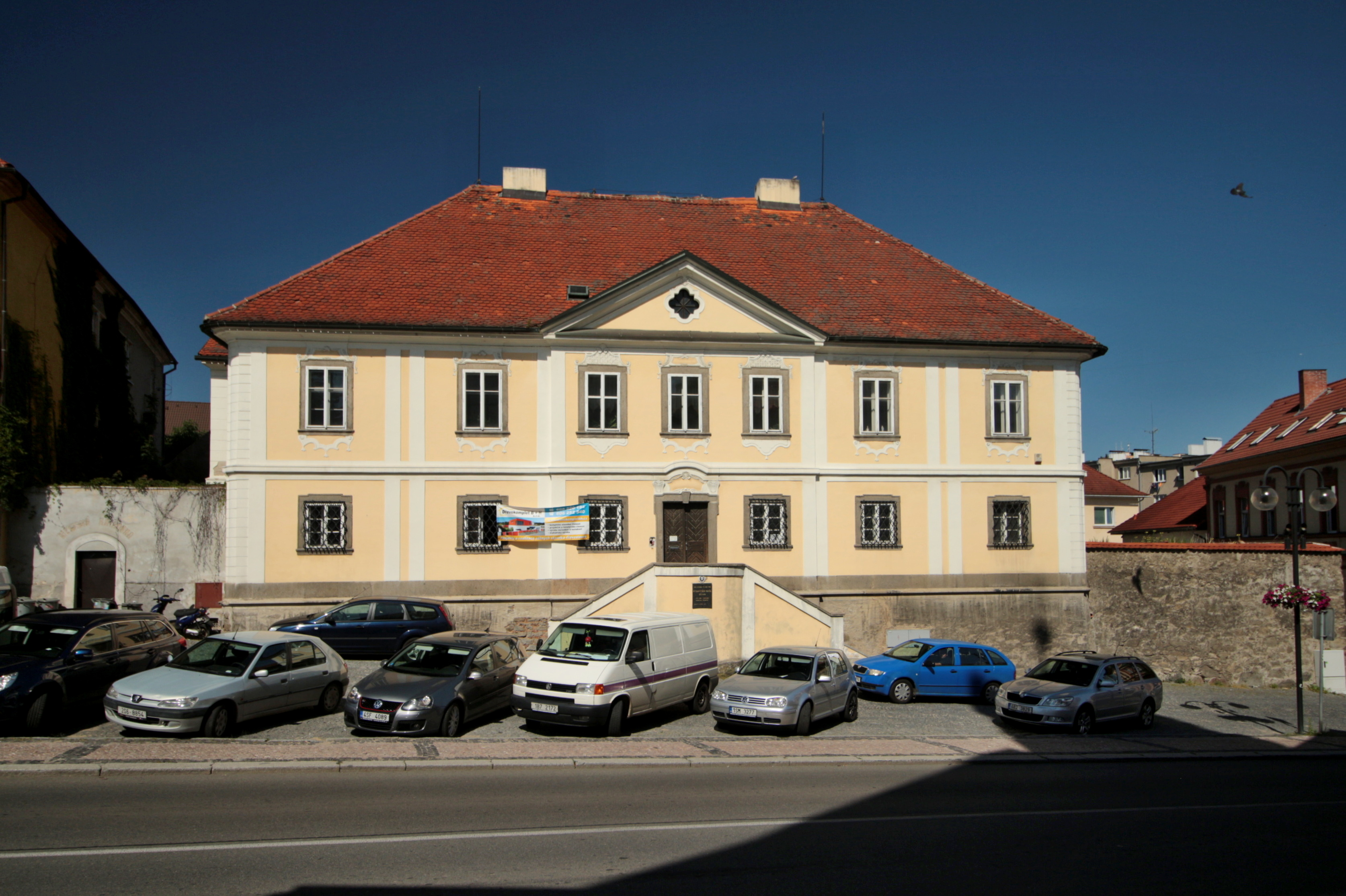
Budova fary

Římskokatolická farnost Sedlčany je jedno z územních společenství římských katolíků v příbramském vikariátu s farním kostelem sv. Martina. V současné podobě existuje od 1. července 2009, kdy vznikla sloučením farností Počepice, Kosova Hora, Chlum u Sedlčan, Dublovice, Jesenice a Vojkov s farností Sedlčany.

## Historie
Roku 1352 byla v Sedlčanech zřízena plebánie, roku 1606 byla obnoveno děkanství. Matriky jsou zde vedeny od roku 1653. Od 1. července 1994 je farností. Starší názvy farnosti (města) Sedlčan, Sedlčana, Selčan, německy Seltschan, Seltschana.

## Kostely farnosti
| Kostel                             | Místo          | Bohoslužba                                                     |
| ---------------------------------- | -------------- | -------------------------------------------------------------- |
| sv. Jakuba Staršího                | Vojkov         | 4.sobota 15,30z/16,30l 1.sobota 14,00, Domov seniorů           |
| Nejsvětější Trojice                | Dublovice      | ne 11.00 čt 16.30                                              |
| Nejsvětějšího Srdce Ježíšova       | Líchovy        |                                                                |
| Panny Marie                        | Třebnice       |                                                                |
| Svatých Andělů strážných           | Zvírotice      |                                                                |
| sv. Václava                        | Chlum          | ne 09.30                                                       |
| sv. Josefa                         | Kňovice        |                                                                |
| Panny Marie Bolestné               | Nalžovice      |                                                                |
| Navštívení Panny Marie             | Radíč          |                                                                |
| Nejsvětější Trojice                | Jesenice       | ne 09.30                                                       |
| sv. Jana Nepomuckého               | Bolechovice    |                                                                |
| sv. Bartoloměje                    | Kosova Hora    | ne 08.00 pá 18.00                                              |
| sv. Michaela Archanděla            | Kosova Hora    |                                                                |
| Narození sv. Jana Křtitele         | Počepice       | ne 11.00 st 15.30                                              |
| Těla a Krve Páně, hradní kaple     | Vysoký Chlumec |                                                                |
| sv. Martina                        | Sedlčany       | ne 08.00 st pá 09.00 so 15.00 v Domově důchodců út čt so 18.00 |
| Nanebevzetí Panny Marie, Církvička | Sedlčany       |                                                                |
| Proměnění Páně                     | Solopysky      |                                                                |

## Osoby ve farnosti
- P. Mgr. Stanislav Glac, administrátor
- P. Stanislav Zápotocký, nemocniční duchovní
- Mgr. Ivanka Čiháková, katechetická mise, pastorační referentka pro mládež a rodiny